# 克利珀頓島
克利珀頓島（法語： [il də klipœʁtɔn]、 [il də la pasjɔ̃]）是一座位於東北太平洋的荒島，為法國的海外領土。

## 概要
克利珀頓島位於北緯10°18′，西經109°13′，為一面積大約5平方公里的圓形環礁，最高點大約29公尺。

## 歷史
最早有關此地的記載在於1521年。1705年，英國海盜約翰·克利珀頓在此上岸，其後便根據他的名字來為這個島嶼命名。1836年，西班牙海軍發現此地，便對此實行統治。1858年後法國政府對此地聲稱擁有統治權，直至今天。
不過，自墨西哥從西班牙獨立后，墨西哥也聲稱對克利珀頓島擁有主權，更因此與法國出現領土衝突。1909年墨西哥与美国签署协议，同意把克利珀頓島悬案提交给意大利国王维托里奥·埃马努埃莱三世国际仲裁。1931年维托里奥·埃马努埃莱三世决定克利珀頓島归属法国所有。法国重建了灯塔，设立军事哨所，成為飛機橫跨太平洋的中途站。直至二战爆发放弃成为荒岛。2012年墨西哥向联合国提交书面声明，指出墨西哥保留其根据国际法在克利珀顿岛区域所拥有的所有权利。

## 外部連結
- （法文）克利珀頓官方網站
- 《世界地圖集》，中國地圖出版社，